# Долне Лефантовце
Долне Лефантовце (словац. Dolné Lefantovce) — село, громада округу Нітра, Нітранський край. Кадастрова площа громади — 4.61 км².
Населення 703 особи (станом на 31 грудня 2018 року).

## Історія
Долне Лефантовце згадується 1113 року.

## Населення
| Рік:            | 1994. | 2004. | 2014.   | 2024.    |
| --------------- | ----- | ----- | ------- | -------- |
| Кількість осіб: | 0     | 538   | 556     | 711      |
| Різниця:        |       | –     | +3,34 % | +27,87 % |

| Рік:            | 2023. | 2024.   |
| --------------- | ----- | ------- |
| Кількість осіб: | 717   | 711     |
| Різниця:        |       | -0,83 % |